# 브레이킹 어웨이
《브레이킹 어웨이》(영어: Breaking Away) 또는 《달려라 청춘》은 1979년 개봉한 미국의 성장 코미디 드라마 영화이다. 피터 예이츠가 감독을, 스티브 테시치가 각본을 맡았다. 1980년 제37회 골든 글로브상 뮤지컬·코미디 영화 작품상 수상작이다.

## 줄거리
인디애나주 블루밍턴 대학 도시를 배경으로, 고등학교를 갓 졸업한 데이브, 마이크, 시릴, 무처 네 친구의 성장 이야기가 펼쳐진다. 이들은 대학 진학을 비현실적이라고 여기고, 폐광된 석회암 채석장에서 수영을 즐기며 시간을 보낸다. 보다 부유한 지역 대학생들은 이들을 '커터'(석공)라고 비하하며 갈등을 겪는다.
데이브는 도로 자전거 경기에 심취해 이탈리아 선수와 문화를 동경한다. 아버지 레이는 아들의 엉뚱한 관심사를 이해하지 못하지만, 어머니 에벌린은 데이브를 지지한다. 데이브는 대학생 캐서린에게 반해 이탈리아 교환 학생인 척하며 접근한다. 데이브는 캐서린의 환심을 사기 위해 여학생 사교 회관 밖에서 프리드리히 폰 플로토의 아리아를 부르지만, 캐서린의 남자친구가 기타로 반주를 곁들여주던 친구 시릴을 데이브로 오해해 폭행하고, 마이크는 복수를 다짐한다. 대학 총장은 '커터'들을 무시하는 학생들의 태도를 질책하며, 지역 주민들에게 대학의 연례 자전거 경기 '리틀 500'에 출전할 기회를 제공한다.
이탈리아 사이클 팀이 시범 경기차 방문하자 데이브는 이들과 경쟁하고 싶어 하지만, 이들은 데이브를 성가셔하며 고의로 넘어뜨린다. 환멸을 느낀 데이브는 캐서린에게 거짓말을 고백하고, 그녀는 실망한다. 데이브의 친구들은 리틀 500에 함께 출전하자고 그를 설득한다. 레이는 젊은 시절 대학 건설에 일조했지만 대학 교정에서 환영받는 느낌을 받아본 적이 없다고 데이브에게 털어놓는다. 데이브는 캐서린과 화해하고, 리틀 500 경기에 참여한다.
데이브는 뛰어난 사이클 실력으로 대부분의 경주를 혼자 이끌지만, 사고로 부상을 입는다. 남은 친구들이 교대로 경주를 하지만 팀은 뒤처지고, 데이브는 부상에도 불구하고 페달에 발을 묶어 마지막까지 질주한다. 마지막 바퀴에서 데이브는 남학생 사교 모임 대표인 로드를 추월하여 극적으로 승리한다. 레이는 아들 데이브의 승리에 감동하고, 본인도 운동을 시작한다. 후에 대학에 진학한 데이브가 프랑스 여대생에게 투르 드 프랑스와 프랑스 선수들의 매력을 찬양하며 이야기가 끝난다.

## 출연진
- 데니스 크리스토퍼 - 데이브 스톨러 역
- 데니스 퀘이드 - 마이크 역
- 대니얼 스턴 - 시릴 역
- 재키 얼 헤일리 - 무처 역
- 폴 둘리 - 레이 스톨러 역
- 바버라 배리 - 에벌린 스톨러 역
- 로빈 더글러스 - 캐서린 역
- 하트 보크너 - 로드 역
- P. J. 솔스 - 수지 역
- 에이미 라이트 - 낸시 역
- 존 애슈턴 - 로이 역: 마이크의 형.

## 기타 제작진
- 협력 제작: 아트 레빈슨
- 미술: 퍼트리치아 본브랜던스타인
- 의상: 베치 콕스

## 우리말 녹음
KBS 성우진 (1987년 8월 30일)
- 오세홍 - 데이브 (데니스 크리스토퍼)
- 이정구 - 마이크 (데니스 퀘이드)
- 김환진 - 무처 (재키 얼 헤일리)
- 윤기황 - 시릴 (대니얼 스턴)
- 김정희 - 어머니 (바버라 배리)
- 문영래 - 아버지 (폴 둘리)
- 이강룡
- 김규식
- 김새영
- 장정진
- 전기병
- 강희선
- 박제길